# Лавіка
Лавіка (справжнє ім'я Любов Миколаївна Юнак; нар. 26 листопада, 1985 року, Київ) — українська співачка, виконує пісні в жанрі поп-музика. 
У 2016 році брала участь у півфіналі національного відбору Пісенного конкурсу «Євробачення 2016».

## Життєпис
Любов Миколаївна Юнак народилася 26 листопада 1985 року в Києві. У дитинстві займалася балетною хореографією. До початку вокальної кар'єри отримала дві вищі освіти — психолога в Київському Національному Університеті імені Т. Г. Шевченка та хореографа в ДАКККіМ.
В 2008 році знялася в кліпі гурту Cкрябін на пісню Квінти разом з Юрієм Бардашем.
У 2011 році Люба Юнак укладає контракт про співпрацю з генеральним продюсером компанії Moon Records Андрієм Пасічником, використовуючи сценічний псевдонім Лавіка.
Першим синглом Лавіки під керівництвом лейбла стала пісня «Счастье цвета платины», на неї був знятий дебютний відеокліп (режисер Сергій Перцев). Другий сингл «Вечный рай», приніс співачці популярність і комерційний успіх. За даними сайту tophit.ru сингл протягом двох місяців утримувався в двадцятці найбільш ротованих пісень українських радіоефірів.
У серпні 2011 року Лавіка була удостоєна музичної премії Кришталевий мікрофон в номінації «Прорив року».
Влітку 2011 року Люба Юнак взяла участь в зйомках короткометражного фільму «Хуліган», який восени був презентований на МКФ «Молодість» в Києві. Кадри з фільму увійшли в відеокліп на пісню «Ты уходи», режисером став Ігор Лимар.
Восени 2011 року Лавіка представляє новий сингл «Осень — это я!», а в жовтні виходить однойменний кліп, режисера Сергія Ткаченко.
29 грудня 2011 року на лейблі Moon Records виходить дебютний альбом Лавіки під назвою «Сердце в форме солнца». Реліз включив три диска — альбом з 15 треками, диск «Танцуют все» з хітами і DVD з біографічним фільмом про Лавіку. У березні 2012-го року Лавіка представила відео на пісню з дебютного альбому — «В городе весна». За даними першого в Україні дослідження Billboard Chart Show, в перші тижні показу «У місті весна» став кліпом, який найбільше ротувався в ефірі українського телебачення. Зйомки проходили в Стамбулі. Режисером був Олександр Філатович.
Влітку 2012-го Лавіка випустила новий сингл «Все в моей душе», на який в Туреччині, був знятий відеокліп режисером Олексієм Ламахом. У перші 3 дні відео зібрало понад 350 000 переглядів.
У вересні 2012 року Лавіка представила новий сингл «Коснемся губами». Режисером однойменного відео став кліпмейкер Алан Бадоєв.
У лютого 2013 року співачка представила кавер-версію культової пісні «Che Guevara».
У травні 2013 року Лавіка презентує новий сингл «Лето». Пісня записана двома мовами — російською та англійською. У червні вийшли відеокліпи на обидві версії, зняті режисером Олександром Філатовичем. Зйомки проходили в Португалії.
У серпні 2013 року вийшов новий сингл і відеокліп «Капли дождя» — колаборація Лавіка і Kishe. 
У грудні 2013 року Любов захищає кандидатську дисертацію на тему «Соціально-психологічні особливості ідентифікації підлітків при входженні в різні музичні субкультури» в Острозькій Академії і стає кандидатом психологічних наук.
У січні 2014 року представляє новий сингл «Я рядом» і його англомовну версію «Do not Let Me Go». Кліп на новий сингл, знятий режисером Олександром Філатовичем, також вийшов в двох версіях.
28 березня 2014 року Лавіка презентує нову пісню «Родные люди», записану в новому для музичної творчості співачки жанрі dance-pop.
В листопаді 2014 року в дуеті з Тетяною Решетняк презентує хіт «Я или она». 
В березні 2015 року вийшов романтичний сингл «Всегда твоя».
У лютому 2016 року брала участь у Національному відборі пісенного конкурсу Євробачення з авторською піснею «Hold me».
З 2014 по 2017 рік Любов Юнак працює телеведучою «Старт-UP Show» M1.
6 квітня 2020 року виходить кавер на пісню групи Скрябін (гурт) «Квінти», саунд-продюсером якої стає коханий Лавіка Ivan Taiga.
В кінця 2020 Лавіка випускає україномовний альбом «Давай зі мною» і англомовний збірник «Feelings».
У лютому 2021 року виходить композиція «Фіорди».

## Благодійність
Лавіка організовує і бере участь в благодійних проектах, привертає увагу до проблеми бездомних тварин. Любов дає безкоштовні концерти в дитячих лікарнях і працює волонтером арт-терапевтом у відділенні дитячої онкології.

## Особисте життя
2018 року співачка виходить заміж за Володимира Борисенка, але через півроку в мережах пара зізнається, що розлучилися, а виручку за обручки віддали на благодійність.
Зустрічається з саунд-продюсером Ivan Taiga.

## Дискографія
Студійні альбоми
- «Сердце в форме солнца» (2011)
- «Танцуют все» (2011)
- «Коснёмся губами» (2013)

DVD
- «Сердце в форме солнца» (2012; биографический фильм)
- «Коснёмся губами» (2013; видеоклипы, LIVE-концерт)

LP
- «Коснёмся губами» (2013)

## Відеографія
- «Подруга (Зубки)» [Архівовано 16 березня 2016 у Wayback Machine.] (2010, реж. Олександр Образ)
- «Счастье цвета платины» [Архівовано 27 червня 2014 у Wayback Machine.] (2011, реж. Сергій Пєрцев)
- «Вечный рай» [Архівовано 6 червня 2014 у Wayback Machine.] (2011, реж. Сергій Перцев)
- «Ты уходи» [Архівовано 7 листопада 2015 у Wayback Machine.] (2011, реж. Ігор Лимар)
- «Осень — это я» (2011, реж. Сергій Ткаченко)
- «В городе весна» [Архівовано 27 липня 2013 у Wayback Machine.] (2012, реж. Олександр Філатович)
- «Всё в моей душе» [Архівовано 18 січня 2014 у Wayback Machine.] (2012, реж. Олексій Ламах)
- «Коснемся губами» [Архівовано 27 листопада 2012 у Wayback Machine.] (2012, реж. Алан Бадоєв)
- «Che Guevara» [Архівовано 27 березня 2014 у Wayback Machine.] (2013, реж. Олексій Ламах)
- «Лето» / «Summer» [Архівовано 30 квітня 2014 у Wayback Machine.] (2013, реж. Олександр Філатович)
- «Капли дождя (дуэт с Kishe)» [Архівовано 26 березня 2014 у Wayback Machine.] (2013, реж. Олександр Філатович)
- «Я рядом» [Архівовано 26 лютого 2014 у Wayback Machine.] (2014, реж. Олександр Філатович)
- «Don't Let Me Go» [Архівовано 3 липня 2015 у Wayback Machine.] (2014, реж. Олександр Філатович)